# Agalinis nuttallii
Agalinis nuttallii är en snyltrotsväxtart som beskrevs av Lloyd Herbert Shinners. Agalinis nuttallii ingår i släktet Agalinis och familjen snyltrotsväxter. Inga underarter finns listade i Catalogue of Life.